# Bari
Bari je přístavní město, hlavní město regionu Apulie a její provincie Bari, ležící na pobřeží Jaderského moře v jižní Itálii. Žije zde okolo 400 tisíc obyvatel, po Neapoli je druhým největším městem v jižní Itálii. Je sídlem univerzity a námořnické školy, významným střediskem obchodu, chemického, loďařského a strojírenského průmyslu a zpracování ryb. Bari je také dějištěm veletrhů Fiera di Levante.

## Historie
Jako Barium bylo známo již v římské době v 1. století př. n. l., nebylo však nijak zvláště významné. V roce 465 tu bylo zřízeno biskupství, které bylo pak v 10. století povýšeno na arcibiskupství. Od dobytí Itálie byzantskými vojsky v 6. století bylo Bari v držení Byzance, a to až do roku 1071, kdy je jako poslední državu východního císařství dobyli Normané pod vedením Roberta Guiscarda. Roku 1130 se stalo součástí Království obojí Sicílie a od roku 1282 neapolského království. V 16. – 18. století Bari upadalo, o další století později došlo k jeho novému vzestupu. Je zde pohřben sv. Mikuláš.

## Město a památky

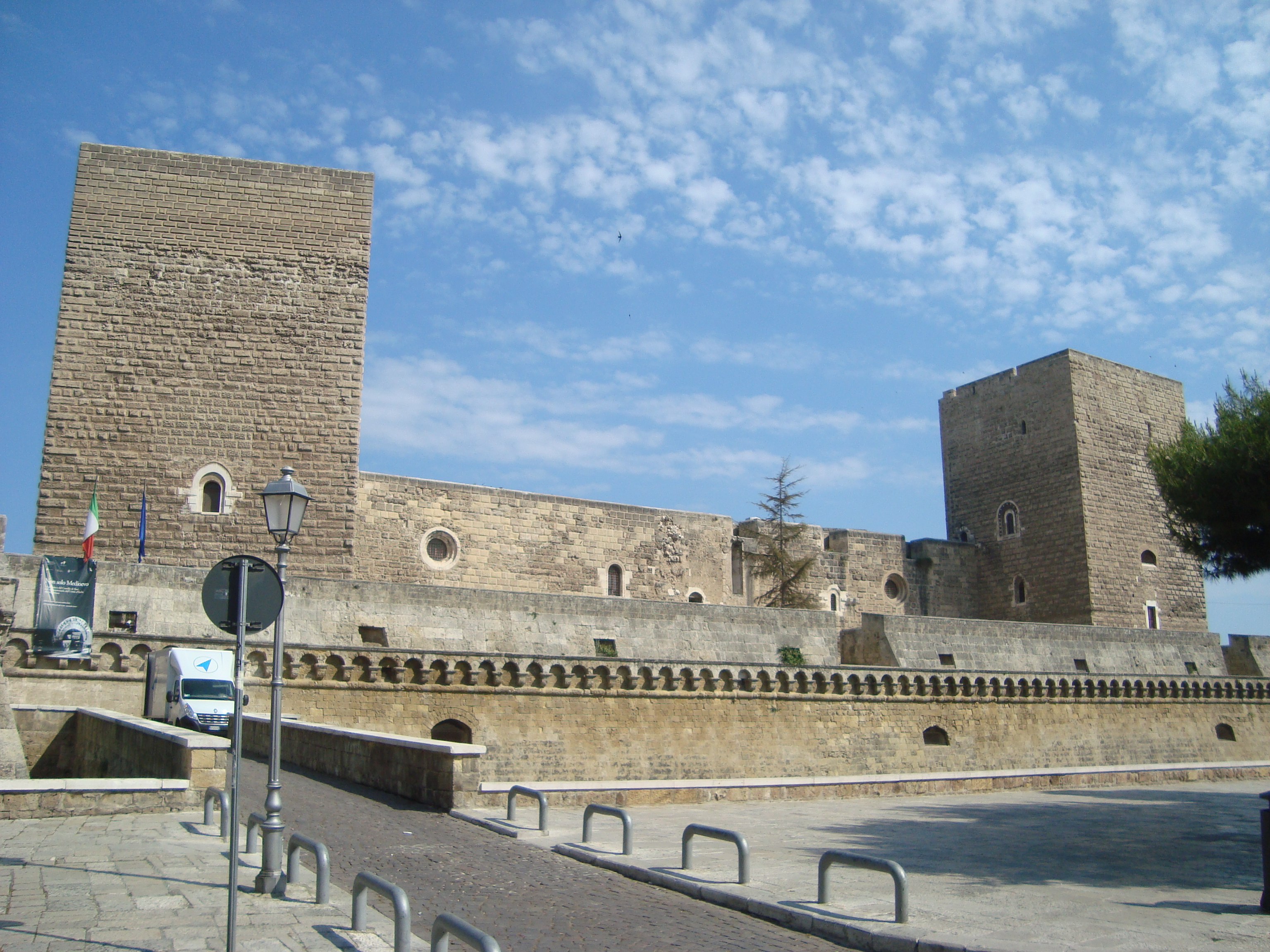
Hrad Castello Svevo

Dodnes se zachovalo Staré Město s křivolakými uličkami, v jehož středu se nachází katedrála San Sabino (původní stavba pochází z 12. století). V apsidě velké poutní baziliky sv. Mikuláše (San Nicola, vystavěné v letech 1087 až 1197) je umístěna hrobka poslední kněžny z Bari Bony Sforzové, matky polského krále Zikmunda II. Augusta. V západní části Starého Města, v blízkosti Nového přístavu (Porto Nuovo), je pevnost Castello Svevo, původně byzantsko-normanská stavba, v letech 1233–40 rozšířená, v 16. stol. přestavěná na palác. Nejrušnější místo a centrum Starého Města tvoří náměstí Piazza Mercantile s palácem Sedile dei Nobili, leží na východě, vedle Porto Vecchio (Starého přístavu).
Jižně od Starého Města se nachází Nové město. Hlavní náměstí s parkem je Piazza Umberto I. (budova univerzity, knihovna, Národní archeologické muzeum) v blízkosti nádraží. Středem Nového města prochází pěší zóna Via Sparano da Bari. Řada paláců a divadlo se nachází na třídě Corso Cavour ve východní části.

### Sousední obce
Adelfia, Bitonto, Bitritto, Capurso, Giovinazzo, Modugno, Mola di Bari, Noicattaro, Triggiano, Valenzano

### Vývoj počtu obyvatel
Počet obyvatel

## Galerie

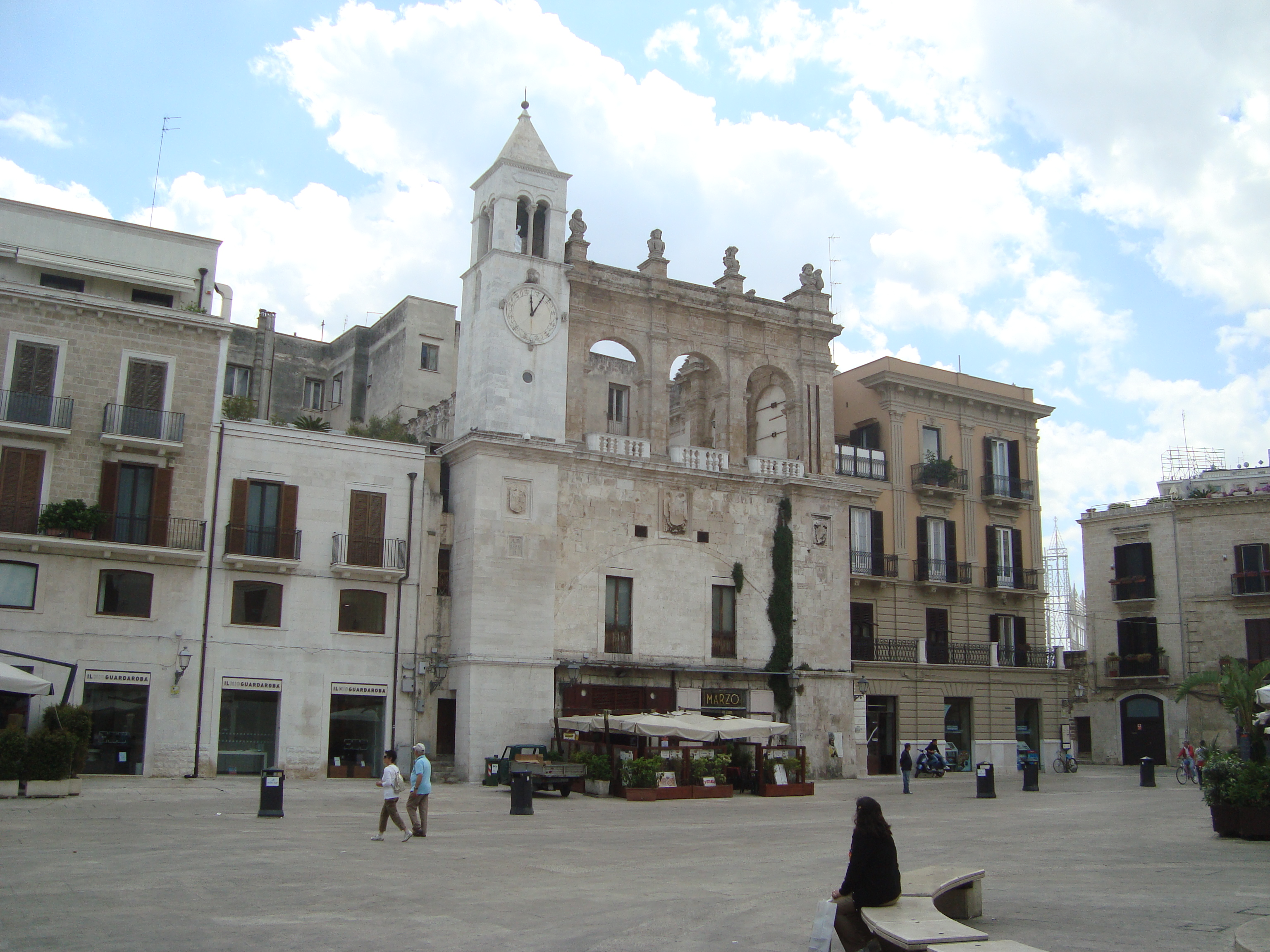
Piazza Mercantile, Staré Město
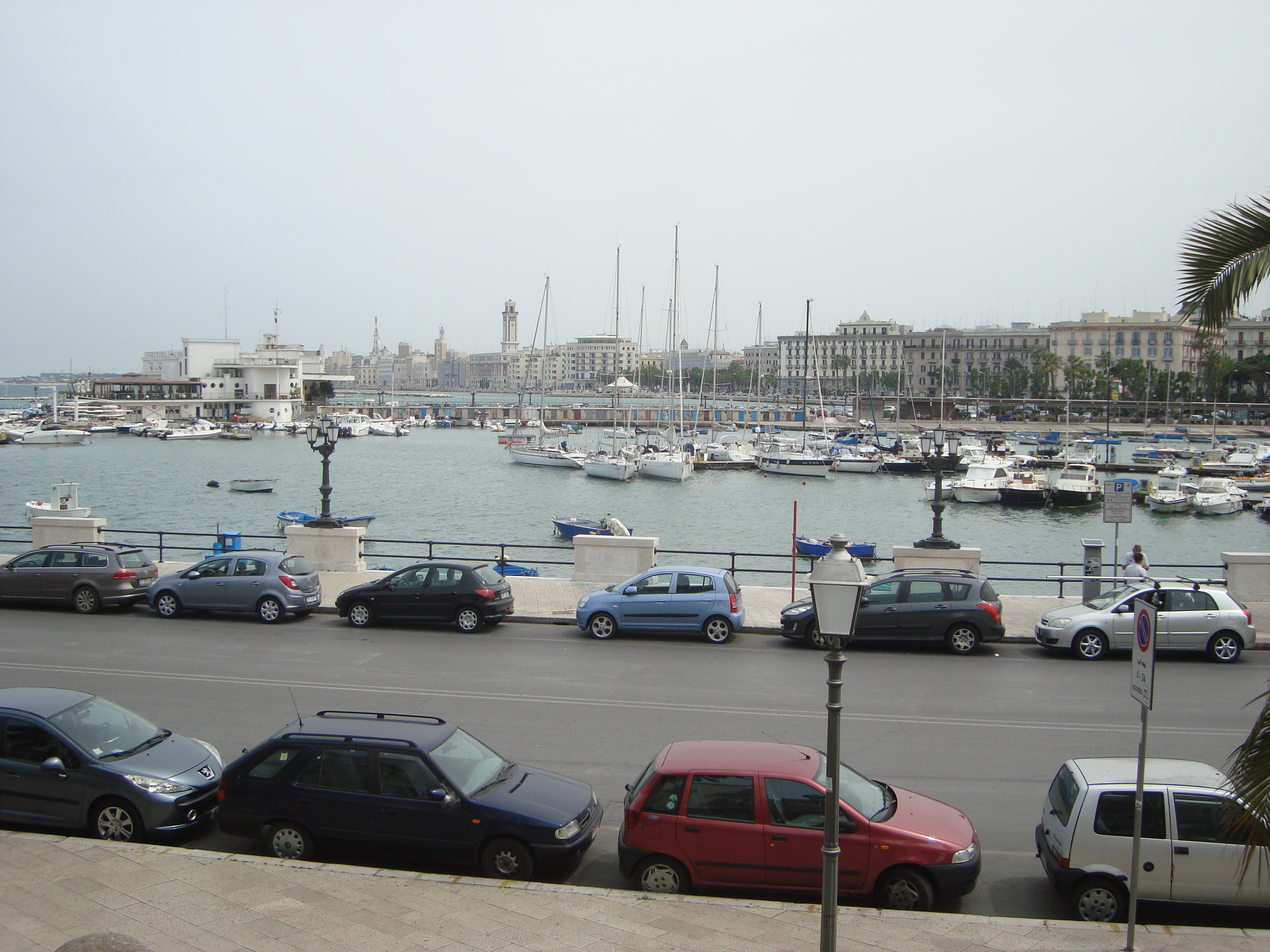
přístav, Porto Vecchio
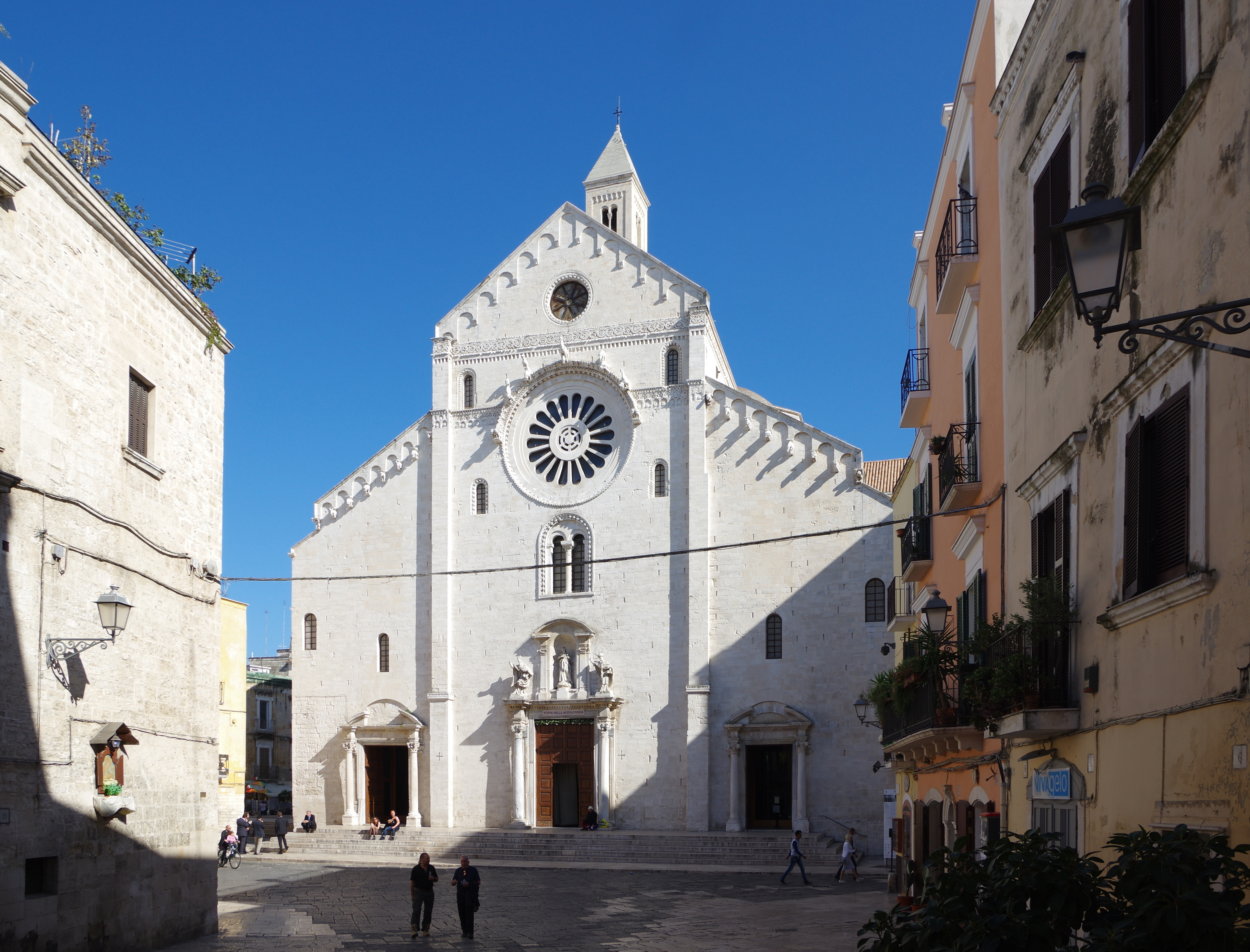
San Sabino, Cattedrale di Bari
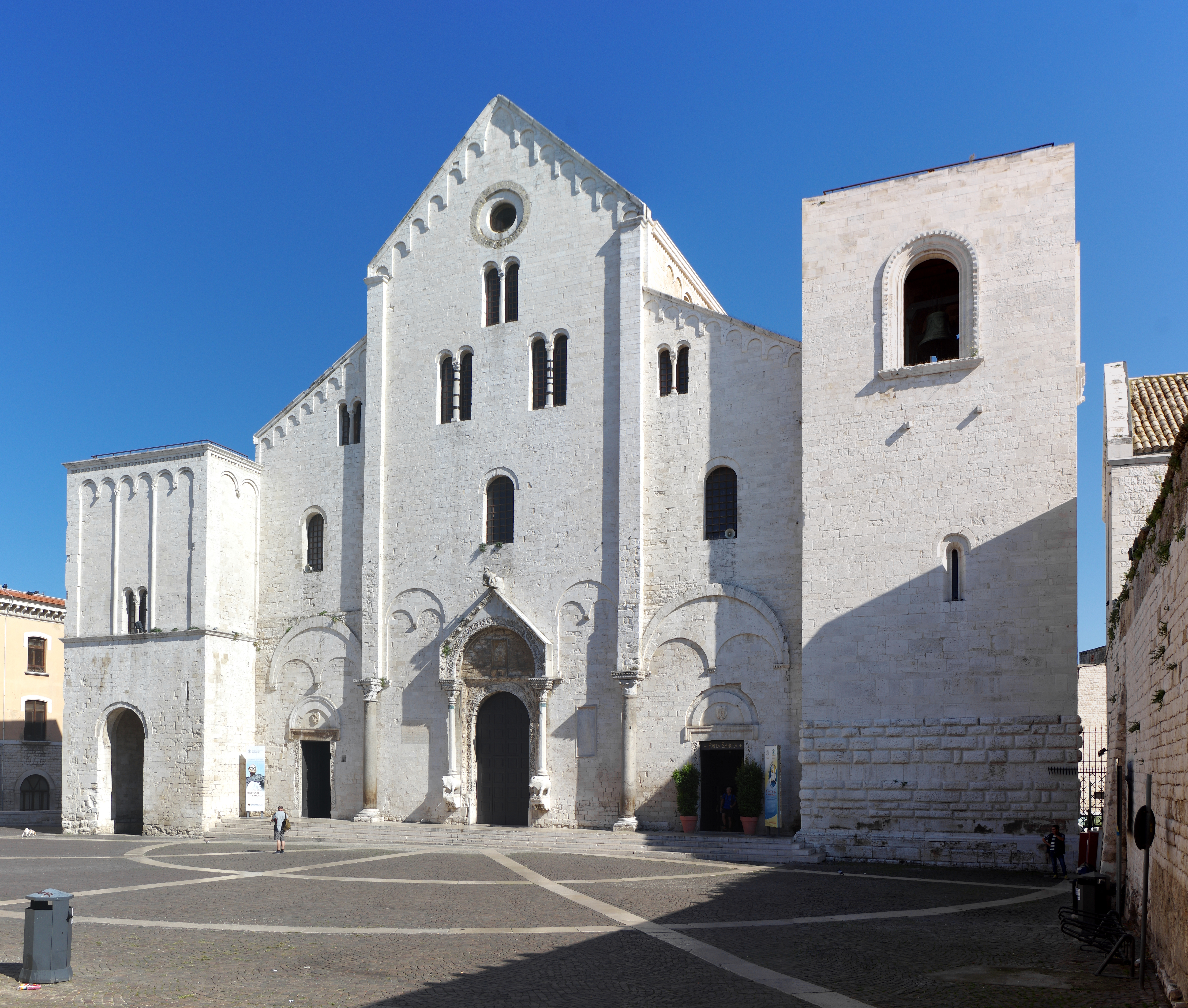
kostel San Nicola, Staré Město
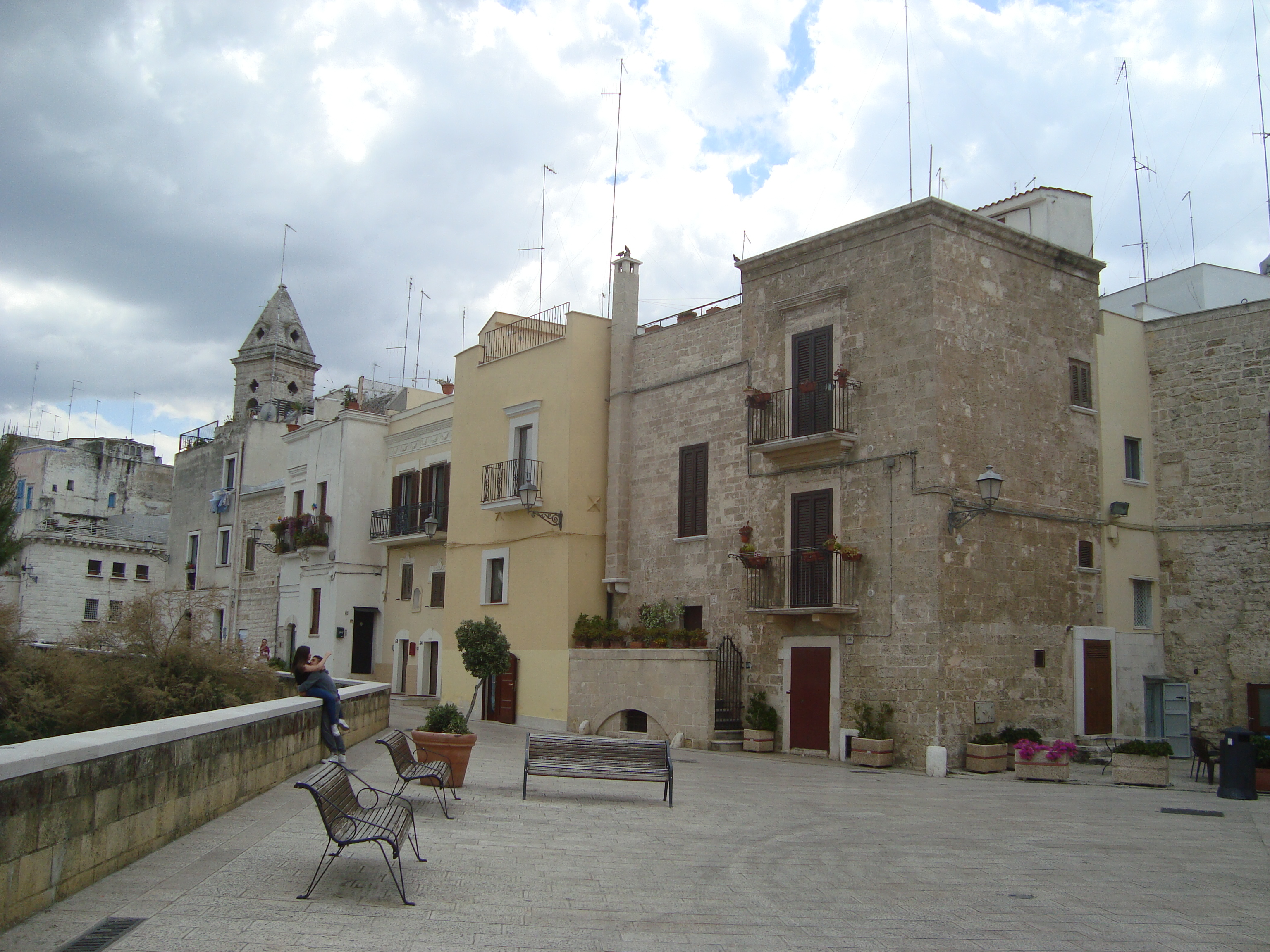
Via Venezia, Staré Město
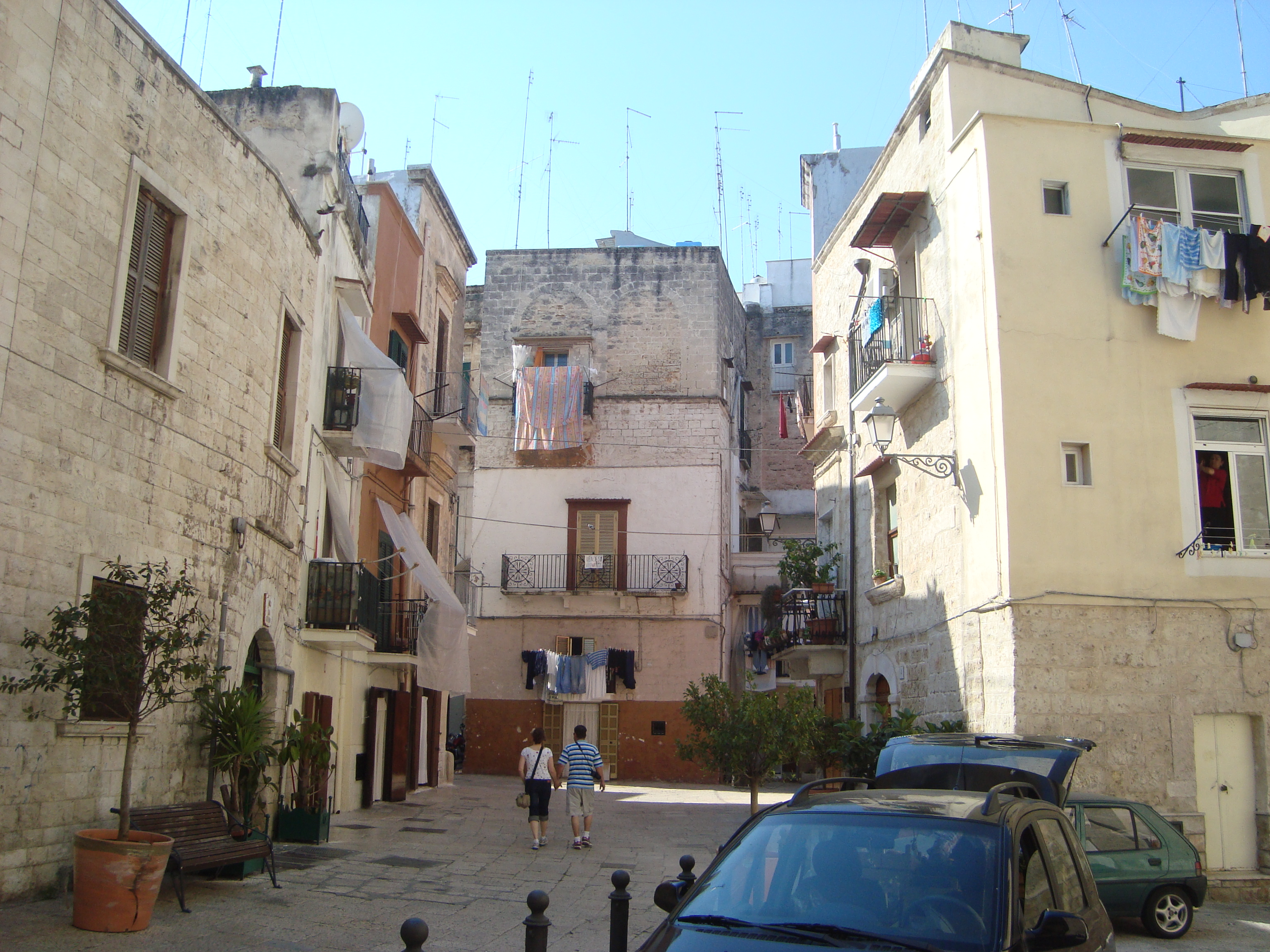
Staré Město, Bari
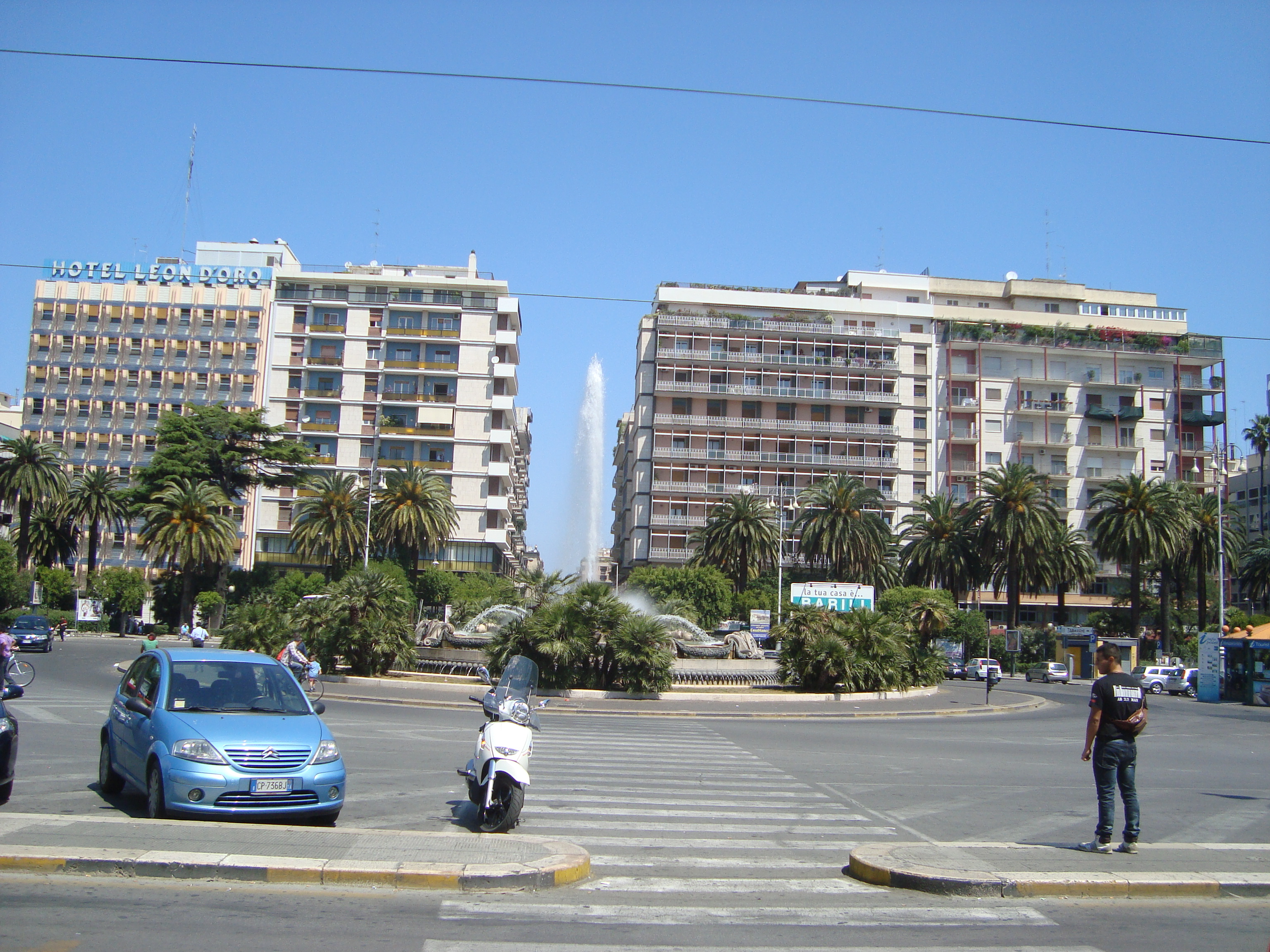
Piazza Aldo Moro

## Osobnosti města
- Francesco Rossi, (1650–1725) operní skladatel
- Niccolò Piccinni (1728 – 1800), operní skladatel
- Pietro Lombardi (1922–2011), zápasník
- Licia Albanese, soprán
- Thiago Alcántara Do Nascimento, fotbalista
- Mario Nuzzolese, novinář
- Giovanni Laterza, redaktor
- Guido Marzulli, malíř
- Gianrico Carofiglio, spisovatel
- Marco Misciagna, violista a houslista

## Partnerská města
- Baalbek, Libanon
- Bandung, Indonésie
- Banja Luka, Bosna a Hercegovina
- Batumi, Gruzie
- Durrës, Albánie
- Kanton, Čína
- Kolín, Česko
- Korfu, Řecko
- Mar del Plata, Argentina
- Patras, Řecko
- Sergijev Posad, Rusko (2010)
- Sumqayıt, Ázerbájdžán